# Amir I
Àmir al-Màlik adh-Dhàfir Salah-ad-Din o, més senzillament, Àmir I fou un emir tahírida del Iemen (Banu Tahir). Va fundar la dinastia dels tahírides del Iemen junt amb el seu germà Alí al-Màlik al-Mujàhid Xams-ad-Din, el 1451, quan va caure la dinastia rassúlida. Va morir en un intent de conquerir la ciutat de Sanà (1466), intent que va fracassar. El va succeir el seu germà Alí.